# Yesa
Yesa (en basque Esa) est une ville et une commune dans la Communauté forale de Navarre dans le Nord de l'Espagne.
Elle est située dans la zone non bascophone de la province et à 46,5 km de sa capitale, Pampelune. Le castillan est la seule langue officielle alors que le basque n’a pas de statut officiel. Elle appartient à la mérindade de Sangüesa.

## Géographie
En 1959, le lac artificiel de Yesa (14 km de long) est construit pour irriguer les terres desséchées des Cinco Villas et des Bardenas Reales ; il les relie par des canaux.

## Localités limitrophes
Javier, Liédena et Sangüesa.

## Démographie
| Évolution démographique                              | Évolution démographique | Évolution démographique | Évolution démographique | Évolution démographique | Évolution démographique | Évolution démographique | Évolution démographique | Évolution démographique | Évolution démographique | Évolution démographique |
| 1996                                                 | 1998                    | 1999                    | 2000                    | 2001                    | 2002                    | 2003                    | 2004                    | 2005                    | 2006                    | 2007                    |
| ---------------------------------------------------- | ----------------------- | ----------------------- | ----------------------- | ----------------------- | ----------------------- | ----------------------- | ----------------------- | ----------------------- | ----------------------- | ----------------------- |
| 272                                                  | 255                     | 239                     | 239                     | 237                     | 236                     | 262                     | 260                     | 263                     | 249                     | 242                     |
| Sources: Yesa et instituto de estadística de navarra |                         |                         |                         |                         |                         |                         |                         |                         |                         |                         |

## Patrimoine

### Patrimoine civil
- Il existe des ruines d'un pont de pierre sur le rio Aragon du XIIe siècle qui conserve des restes romains dans la base de certains fondements. Il est connu comme le pont des "roncalais" (los roncaleses) pour la légendaire bataille qui soutinrent les habitants de Vallée de Roncal contre l'armée arabe durant la Reconquista.

### Patrimoine religieux

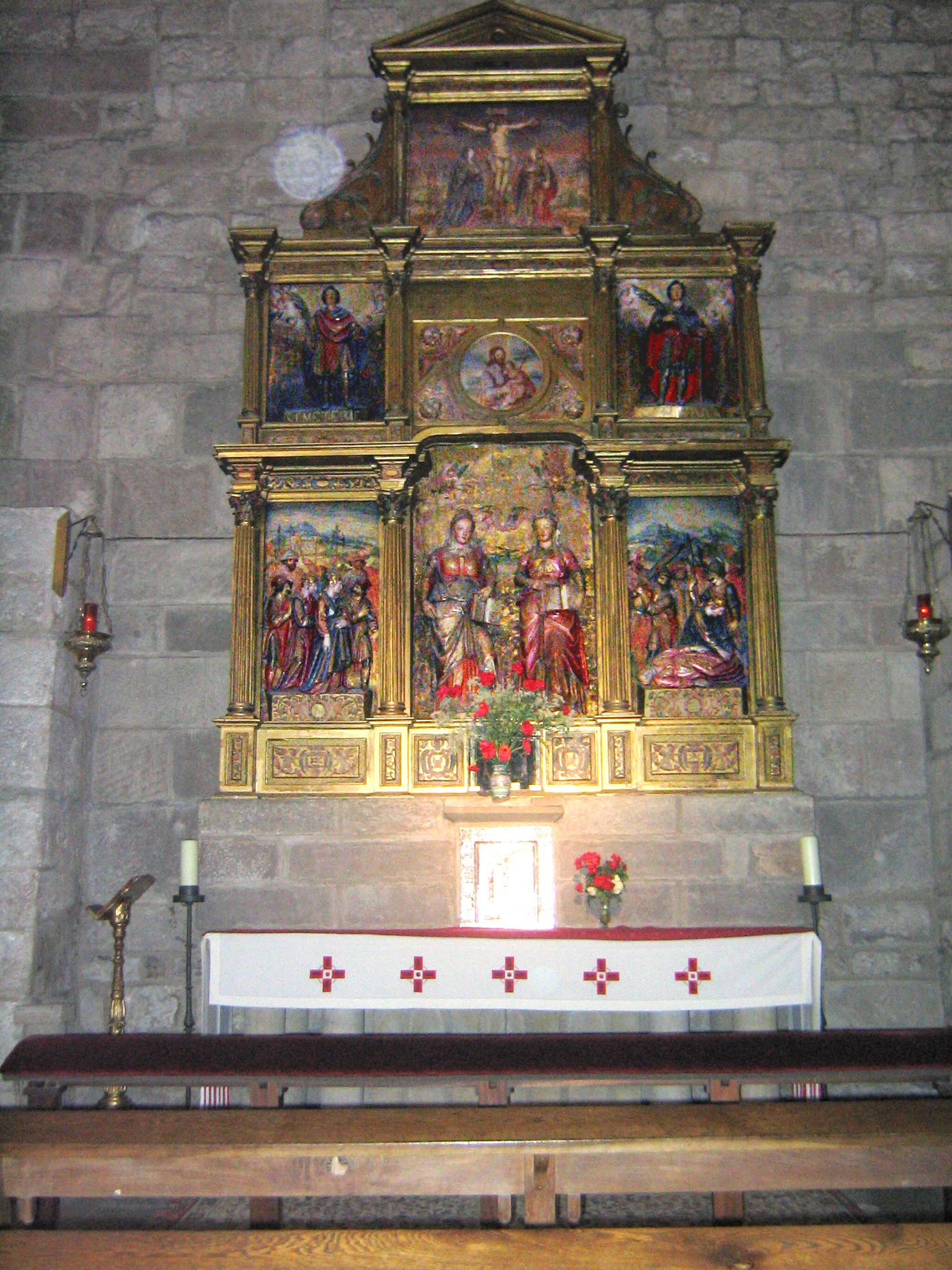
Retable du monastère de Leyre

- Sur le territoire municipal on trouve le monastère San Salvador de Leyre appartenant à l'ordre des cisterciens. L'ermitage Santa María se situe à l'extérieur du village.